# Apamea maxima
Apamea maxima là một loài bướm đêm thuộc họ Noctuidae. Nó được tìm thấy ở California tới British Columbia.